# Kallon von Elis
Kallon (auch: Kalon; altgriechisch Κάλλων, * im 5. Jahrhundert v. Chr. in Elis) war  ein griechischer Bronzebildner. Er war etwa um 400 v. Chr. tätig, muss aber bereits vor 436 v. Chr. gelebt haben. Als sein Hauptwerk gilt ein Gruppenanathem, das an ein Schiffsunglück erinnerte, welches sich anlässlich der traditionellen Teilnahme der Stadt Messana an einem Fest in Rhegion ereignete. Bei der Überfahrt von 35 jungen Chorsängern aus Messana zu diesem Fest kamen damals alle Teilnehmer samt dem Anführer und einem begleitenden Flötenspieler ums Leben. Pausanias berichtet der Inschrift des Anathems folgend, dass die Bürger von Messana die Gruppe, die in Olympia aufgestellt wurde, stifteten. Bekannt von Kallon aus Elis ist auch ein Standbild des Hermes mit Kerykeion in Olympia, das ein aus Rhegion abstammender Glaukias gestiftet haben soll.
Kallon von Elis ist nicht mit dem gleichnamigen Bildhauer aus Aigina zu verwechseln, dessen Tätigkeit etwa im Zeitraum von 500 bis 460 v. Chr. angenommen wird.